# ヤングタウンTOKYO
ヤングタウンTOKYO（ヤングタウントーキョー、YOUNG TOWN TOKYO）は、1969年10月11日から1986年10月4日まで、TBSラジオが毎週土曜日の夜（一部日曜日未明）に放送していたラジオ番組。愛称は「ヤンタンTOKYO」。

## 概要
1969年10月11日、『ヤングタウン東京神出鬼没（ヤングタウンとうきょうしんしつきぼつ）』として放送開始。1970年1月3日からはTBSホールからの公開生放送に切り替わり、同年10月10日『ヤングタウンTOKIO』に改題した後、『ヤングタウンTOKYO』となる。
初代パーソナリティは大橋巨泉。1970年6月6日からは桂三枝（現・六代桂文枝）が登場し、番組の顔として長年出演した。これは当番組が『MBSヤングタウン』（MBSラジオ）の公開収録を番組スタッフが見学。同番組の姉妹番組として位置付けられていたため、三枝抜きには成立しない内容となっていた。三枝は毎週土曜日の午後、毎日放送千里丘放送センター内の第1スタジオで、ヤンタンの公開録音を行った後、飛行機で東京へ移動。TBSホールから、当番組の公開生放送を行った。
1972年4月15日からは『パックインミュージック日曜（土曜）』に代わり、『ヤングタウンTOKYO・桂三枝の深夜営業（ヤングタウントーキョー・かつらさんしのしんやえいぎょう）』がスタート。明治製菓（現在の法人上の社名:meiji seikaファルマ。食品事業は株式会社明治に統合）1者協賛で、三枝が午前5時まで出演した。以後は1978年4月2日まで『深夜営業』を放送。プロ野球ナイター中継枠のない期間は1970年度から1972年度までは19時台、20時台から『ヤングタウンTOKYO』を題した番組を放送。TBSラジオの土曜夜がほぼ全て『ヤングタウンTOKYO』だった時期があった（22時台、23時台は『ヤングタウンTOKYO・桂三枝の大放送』）。1973年10月から1976年12月までは出演者をほぼ女性パーソナリティに限定した『女の子だけで満員御礼』を放送。ナイターオフ枠の『ヤングタウンTOKYO』が放送されていた頃はオフ枠を第1部、メイン パートを第2部と称していた。
この頃のレギュラー出演者は杉田二郎、オフコースがいる。
1984年3月で一旦 終了するが、半年後の1984年10月から、ザ・グッバイのパーソナリティで復活。1985年10月12日から、中村繁之のパーソナリティで復活した。『ヤングタウンTOKYO』というタイトルでの番組は2025年現在、1986年9月が最後となっている。

## キャンディーズとヤンタン
キャンディーズが大ブレイクした1975年、メイン司会者は桂三枝が務めており、アシスタント的存在として小島一慶（TBSアナウンサー(当時)）、マリ・クリスティーヌが居た。
夏にはメイン司会が毒蝮三太夫に変更。紳士的な対応をしていた三枝に比べ、ワイルドな言動だった毒蝮は若者たちからの反発をかっていた。
キャンディーズのゲスト出演時はスー（田中好子）へのセクハラまがいの発言や行動が目立ち、その度に大ブーイングが起き、ファンの中には毒蝮を本気で憎む者も居たくらいである。
毒蝮は1977年まで担当。その後は鈴木ヒロミツが担当した。
ヤングタウンTOKYOの観覧はTBSホール前で配布される整理券が必要で、従来のラジオ番組の公開生放送は事前に往復ハガキで観覧申し込みを行い、返信ハガキで入場の可否を確認するシステムを取った。ヤンタンはこの手続きが不要で、放送当日にTBSホールへ行って整理券を取得すれば観覧することが出来た。ゲストによっては整理券を求める客が長蛇の列をなし、前夜から並ぶ徹夜組も珍しくは無かった。
公開放送への入場は整理券番号順に行われていた。TBSホールの収容人員は約400名。自由席だったため、整理券の番号が若いほど良席を得られた。自由席というメリットを生かして、若番で入場した先行隊が上着や荷物で余分に座席を確保。後から入場して来た仲間に与えるという作戦も横行していた。特に厚着となる冬季間ではマフラーなどが活躍し、1人で数名分の座席を取る手法が行われていた。
番組内で石川晶→キャンディーズが歌っていたテーマソング「土曜の夜に何が起ったか」(作詞：山上路夫、作曲：村井邦彦)はその後、歌詞違いでアパッチの4thシングル「カーニバル」のB面「ミッドナイト急行」(作詞：伊藤アキラ、作曲：村井邦彦)として1978年に（キャンディーズと同じ）CBSソニーからリリースされた。

## 放送時間

### メイン パート
- 22:00 - 翌0:30 （1969年10月 - 1972年9月）
- 22:00 - 23:55 （1972年10月 - 1974年3月）
- 21:30 - 23:25 （1974年4月 - 1981年3月）
- 21:00 - 22:55 （1981年4月 - 1982年3月、1983年10月 - 1984年3月）
- 21:30 - 22:55 （1982年4月 - 1983年9月）
- 21:00 - 22:00 （1984年10月 - 1985年3月）
- 23:00 - 23:30 （1985年4月 - 1986年3月）
- 21:00 - 22:25 （1986年4月 - 1986年9月）

### ナイターオフ枠（第1部）
- 20:00 - 22:00 （1970年10月 - 1971年3月）
- 19:30 - 22:00 （1971年10月 - 1972年3月）
- 19:00 - 21:30 （1972年10月 - 1973年3月）

### 女の子だけで満員御礼
- 19:30 - 21:00 （1973年10月 - 1974年3月）
- 23:30 - 翌0:30 （1974年4月 - 1976年12月）

### 深夜営業
日曜日（土曜深夜）
- 1:00 - 5:00 （1972年4月 - 1973年3月、1973年10月 - 1974年9月、1975年4月 - 1975年9月）
- 0:30 - 5:00 （1973年4月 - 1973年9月）
- 1:30 - 5:00 （1974年10月 - 1975年3月）
- 3:00 - 5:00 （1975年10月 - 1978年4月2日）

放送時間の変遷
| 期間    | 期間    | メインパート           | ナイターオフ枠          | 女の子だけで満員御礼   | 深夜営業                |
| ------- | ------- | ---------------------- | ----------------------- | ---------------------- | ----------------------- |
| 1969.10 | 1970.09 | 22:00 - 24:30（150分） | （放送なし）            | （放送なし）           | （放送なし）            |
| 1970.10 | 1971.03 | 22:00 - 24:30（150分） | 20:00 - 22:00（120分）  | （放送なし）           | （放送なし）            |
| 1971.04 | 1971.09 | 22:00 - 24:30（150分） | （放送なし）            | （放送なし）           | （放送なし）            |
| 1971.10 | 1972.03 | 22:00 - 24:30（150分） | 19:00 - 21:30 （150分） | （放送なし）           | （放送なし）            |
| 1972.04 | 1972.09 | 22:00 - 24:30（150分） | （放送なし）            | （放送なし）           | 25:00 - 29:00（240分）  |
| 1972.10 | 1973.03 | 22:00 - 23:55（115分） | 19:00 - 21:30 （150分） | （放送なし）           | 25:00 - 29:00（240分）  |
| 1973.04 | 1973.09 | 22:00 - 23:55（115分） | （放送なし）            | （放送なし）           | 24:30 - 29:00 （270分） |
| 1973.10 | 1974.03 | 22:00 - 23:55（115分） | （放送終了）            | 19:30 - 21:00 （90分） | 25:00 - 29:00（240分）  |
| 1974.04 | 1974.09 | 21:30 - 23:25（115分） | （放送終了）            | 23:30 - 24:30（60分）  | 25:00 - 29:00（240分）  |
| 1974.10 | 1975.03 | 21:30 - 23:25（115分） | （放送終了）            | 23:30 - 24:30（60分）  | 25:30 - 29:00（210分）  |
| 1975.04 | 1975.09 | 21:30 - 23:25（115分） | （放送終了）            | 23:30 - 24:30（60分）  | 25:00 - 29:00（240分）  |
| 1975.10 | 1976.12 | 21:30 - 23:25（115分） | （放送終了）            | 23:30 - 24:30（60分）  | 27:00 - 29:00（120分）  |
| 1977.01 | 1978.03 | 21:30 - 23:25（115分） | （放送終了）            | （放送終了）           | 27:00 - 29:00（120分）  |
| 1978.04 | 1981.03 | 21:30 - 23:25（115分） | （放送終了）            | （放送終了）           | （放送終了）            |
| 1981.04 | 1982.03 | 21:00 - 22:55（115分） | （放送終了）            | （放送終了）           | （放送終了）            |
| 1982.04 | 1983.09 | 21:30 - 22:55 （85分） | （放送終了）            | （放送終了）           | （放送終了）            |
| 1983.10 | 1984.03 | 21:00 - 22:55（115分） | （放送終了）            | （放送終了）           | （放送終了）            |
| 1984.04 | 1984.09 | （放送なし）           | （放送終了）            | （放送終了）           | （放送終了）            |
| 1984.10 | 1985.03 | 21:00 - 22:00（60分）  | （放送終了）            | （放送終了）           | （放送終了）            |
| 1985.04 | 1986.03 | 23:00 - 23:30（30分）  | （放送終了）            | （放送終了）           | （放送終了）            |
| 1986.04 | 1986.09 | 21:00 - 22:25（85分）  | （放送終了）            | （放送終了）           | （放送終了）            |

## パーソナリティ

### メインパート
- 大橋巨泉
- はしだのりひことシューベルツ
- 桂三枝（現・六代桂文枝）、小島一慶、マリ・クリスティーヌ （1970年6月6日〜1975年9月）
- 毒蝮三太夫、小島一慶、マリ・クリスティーヌ （1975年10月〜1977年3月）
  - 1976年10月にマリ・クリスティーヌからアン・ルイスに交替。
- 鈴木ヒロミツ、太田裕美、アン・ルイス、岸本加世子 （1977年4月〜1979年9月）
- ハイ・ファイ・セット、サーカス （1979年10月〜1980年3月、『サタデーハッピーハートコンサート』）
- 吉田拓郎、小室等 （1980年4月〜1981年9月、『サタデーナイトカーニバル』）[2][3][4]
- ザ・ぼんち、甲斐智枝美 → ザ・ぼんち、今月のマスコットガール（1981年10月10日〜1983年9月、『フレッシュ・ア・ゴーゴー』）
- 所ジョージ、今月のマスコットガール （1983年10月8日〜1984年3月）[5]
  - この後、引き続き同じ時間帯で『所ジョージのホロホロ天国すんごいですね』を1984年9月まで放送、同年10月からは平日に移って『所ジョージの進め!おもしろバホバホ隊』を放送した。
- ザ・グッバイ （1984年10月〜1985年10月、『ザ・グッバイのマリーナ・マイ・フレッシュ・ライブ』）[6]
- 中村繁之 （1985年10月12日〜1986年4月5日・『Shige's Cafeへようこそ』、1986年4月12日〜1986年10月4日・『シゲのライブインハウス』）

### 女の子だけで満員御礼
- かまやつひろし、鈴木ヒロミツ

### 深夜営業
- 桂三枝（現・桂文枝） （1972年4月〜1973年9月）
- 古今亭志ん朝 （1973年10月〜1975年3月）
- 桂文朝 （1975年4月〜9月）
- 馬場こずえ （1975年10月〜1978年4月2日）